# ハミルトン分光器
ハミルトン分光器 (Hamilton spectrometer) とは、カリフォルニア州ハミルトン山のリック天文台3m望遠鏡（シェーン望遠鏡）で使用されている天体観測用の分光器である。
ハミルトン分光器は3m望遠鏡のクーデ焦点に設置され、1986年5月にファーストライトを迎えた。

## 解説
ハミルトン分光器は1981年ごろにリック天文台のスティーブン・ボーグトによって構想された。彼は向こう10年の天文学の課題を解決するためのリック天文台に導入する観測装置としては高分散分光器が最適だと考えた。この結論には、リック天文台の観測条件が天文台の近郊にあるサンノゼの都市化に伴う光害により悪化を続けていることも影響を与えた。なぜなら高分散分光観測が他の観測法と比べて光害の影響を受けにくいと考えられていたためである。
この分光器はエシェル回折格子・垂直分散素子・大型のCCDセンサーを組み合わせた分光器である、このタイプの分光器は1990年代以降に天体観測用高分散分光器の主流となったが、ハミルトン分光器はこのタイプの分光器の先駆的な存在だった。
ハミルトン分光器は3mシェーン望遠鏡のクーデ室に設置されている。クーデ室はシェーン望遠鏡のドームの半地下階にある。クーデ室は熱的・機械的に安定した環境にあるが、季節による温度変動幅は数度に及んだ。シェーン望遠鏡には、クーデ焦点で使用できる0.6m補助望遠鏡が併設されており、3m望遠鏡のクーデ焦点を使用できない場合は補助望遠鏡で観測した光を分光器に導入することもできる。
ハミルトン分光器は一回の観測で広い波長範囲を高い波長分解能でカバーすることを主要なコンセプトとしていた。波長分解能は観測設定により異なるがR=60,000からR=100,000の範囲である。観測波長範囲は可視光を中心とする0.34–1.1 μmの範囲で、そのすべてを同時に観測することはできないが、一回の観測ごとに0.3 μm以上の帯域を同時観測できた。
ハミルトン分光器の検出器には当時新技術として台頭していたCCDセンサーが使用された。このセンサーは800×800画素で一辺12 mmのサイズがあり、当時利用可能な最大サイズのCCDとして選ばれた。開発期間中にはすでに近い将来により大型で高性能なCCDが入手可能になる見込みがあったので、将来的なCCDのアップグレードを考慮して設計された。
ハミルトン分光器は波長較正と線拡がり関数のモニタリングのためにヨウ素セルを利用していた。これは観測対象の光束をまずヨウ素蒸気セルの中を通過させ、その後に分光を行うことで、観測されるスペクトルにヨウ素蒸気による吸収線を付加するというものであった。この方法は環境安定化を行っていない分光器であっても比較的容易に高精度を実現可能であったが、吸収線の存在する波長域が510-620ナノメートルの狭い範囲に限定されることや、線拡がり関数のモデリングのために高い信号雑音比を要する点が欠点であった。ハミルトン分光器はこの較正方式を実用化した先駆者でありハミルトン分光器の開発で得られた知見は同様の較正システムを備えるCHIRONやHIRESの開発に活用された。
ハミルトンの名はこの分光器の開発資金を寄付したClara-Bell Hamilltonに由来する。彼女は19世紀に西アメリカで活躍した宣教師のローレンティン・ハミルトンの孫であった。リック天文台のあるハミルトン山もローレンティンに因んで命名されたものである。

## 成果
ハミルトン分光器は1987年に始まった視線速度法による太陽系外惑星サーベイである「Lick Planet Search (LPS)」の主力機材として使用された。サーベイ中にハミルトン分光器には検出器のアップグレードや光ファイバーリンクのモードスクランブラーの改良などの改修が加えられ、1992年時点では10m/sだった精度が1995年には3m/sにまで向上した。
LPSは太陽系外惑星の観測の歴史の初期においていくつかの重要な発見をなした。それには次のようなものがある
- おとめ座70番星 - 最初に発見されたエキセントリックプラネット
- おおぐま座47番星 - 木星に似た長周期の惑星の最初の発見。
- アンドロメダ座ウプシロン星 - 最初に発見された多重惑星系。
- 主星の金属量と巨大ガス惑星の存在確率との間に相関関係があることを発見。

この他に、ケック天文台との共同研究でグリーゼ876の惑星を発見した。これは最初に発見された赤色矮星の惑星系であった。
2011年11月、ハミルトン分光器の較正用のヨウ素セルの保温ヒーターが故障し、セルが異常加熱されて破損する事故が発生した。事故後の調査で事故前後で測定値の一貫性がなくなっていることが判明した。このためLPSは25年間にわたる観測を終了した。